# Jean de la Réoule
Jean de la Réoule est un personnage mythique lié à la commune de La Réole, dans le département français de la Gironde.

## Présentation
L'origine du personnage n'est pas attestée. En 1210, La Réole est en guerre avec Agen. Il se peut qu'un habitant de la ville se soit rendu célèbre par son courage et ses faits d'armes au point que ses concitoyens reconnaissants lui aient élevé une statue. Placée sur le rempart de la ville face à l'est, celle-ci y serait restée jusqu'en 1764, année où la fortification est démolie. Elle est remplacée par une autre en costume de l'époque, à l'angle de la rue des frères Faucher et de la place de la Libération. Depuis lors, Jean de la Réoule surveille la route d'Agen, pique en main.

### Chanson populaire
Le personnage devient le héros d'une chanson populaire et gaillarde, colportée dans le sud ouest de la France par les bateliers de la Garonne jusqu'auprès du roi Henri IV : 
« Jean de la Réoule, mon ami, ah que ta femme est mal peignée... 
Mène-me-la, j'te la peignerai à l'ombre d'un pêcher... ».

## Galerie

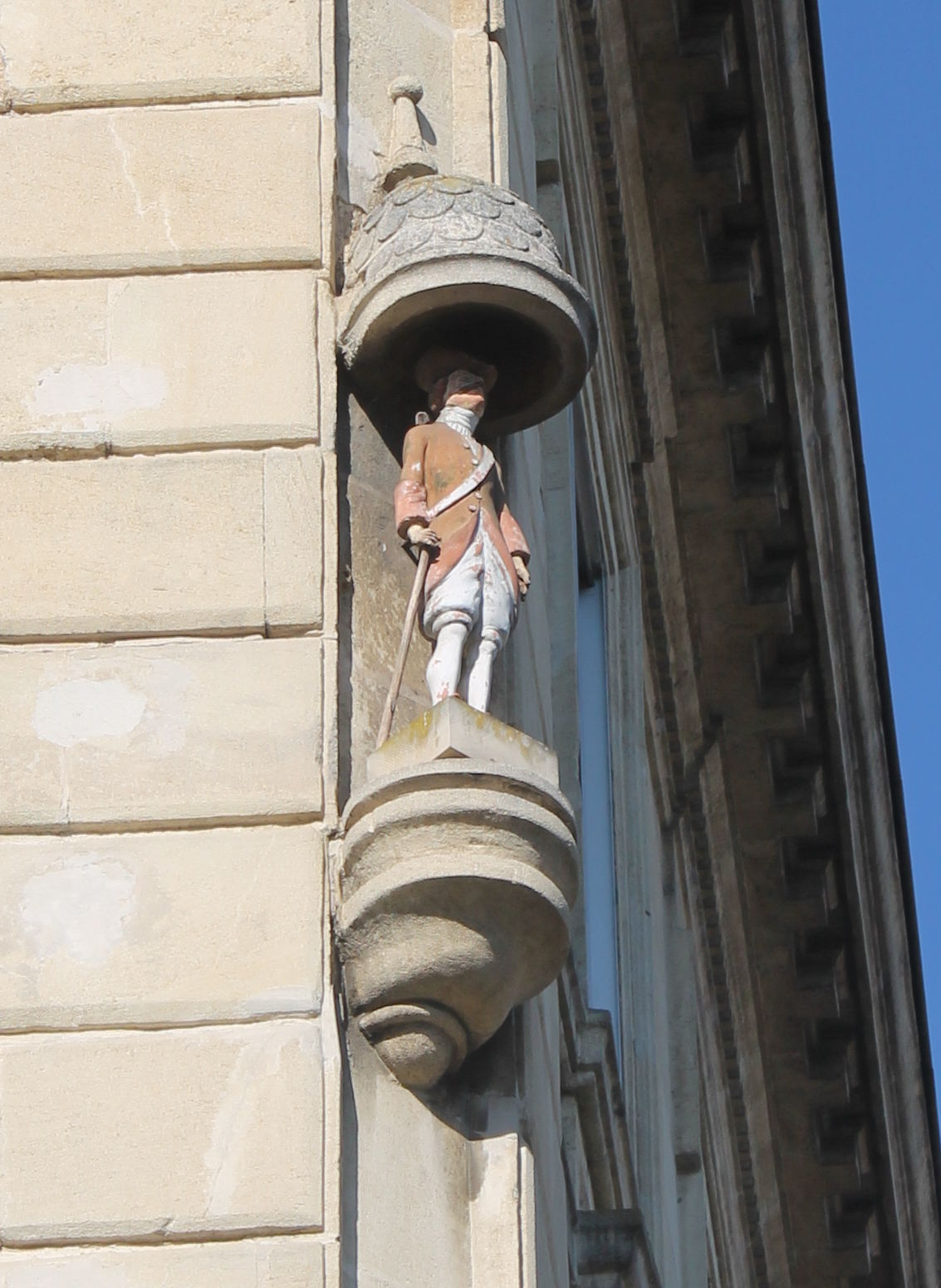

## Chanson
- [vidéo] Patrice Michaels Bedi, « Jean de la Réoule », sur YouTube, 16 août 2018